# Astrologia wedyjska

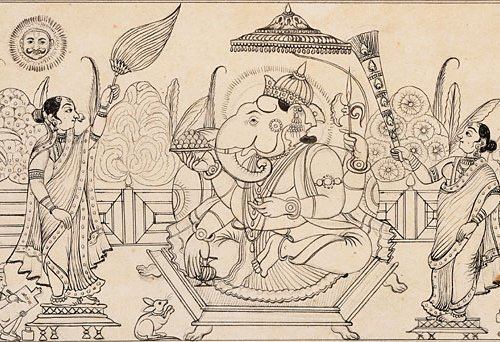
Ganeśa, opiekun wszystkich astrologów.

Astrologia wedyjska obejmuje wiedzę o wpływie planet na życie ludzkie. Zawiera opierające się na Wedach wytłumaczenie procesów zachodzących w ciele człowieka jak i we Wszechświecie.

## Różnice między astrologią zachodnią a wedyjską
- Ajanamsa

Na Zachodzie astrolodzy stosują system sajana, zodiaku słonecznego. Astrolodzy indyjscy używają systemu nirajana, zodiaku syderycznego. Różnica położenia planet i domów w Zodiaku spowodowana jest precesją i zwana jest ajanamsą.
- Planety (nawagraha)

Planety brane pod uwagę przez dźjotisz to: Słońce, Księżyc, Merkury, Wenus, Mars, Jowisz, Saturn i dwa węzły księżycowe. Nie uwzględnia się Urana, Neptuna i Plutona.
- Nakszatry

Nakszatry to podział Zodiaku na 27 części. Naksza znaczy osiągać, zbliżać się, tra znaczy chronić, strzec. Całe słowo oznacza również gwiazdę. Nakszatry odnoszą się ściśle do najjaśniejszych gwiazd w różnych konstelacjach.

## Patroni i twórcy
Ważną grupę tekstów tworzących dźjotisza śastry stanowią astronomiczne sidhanty. Obejmują one prace znanych z historii astronomów indyjskich, między innymi Arjabhaty, Brahmagupty czy też Wiraha Mihiry. Są też nimi starożytne teksty sanskryckie, np. Surja siddhanta, która według tradycji pochodzi od dewów i riszich (mędrców, wyższych istot). Pierwszymi riszi, którzy zaczęli przekaz wiedzy o astronomii i astrologii byli Wisznu, Brahma, Śiwa itd.

## Literatura przedmiotu
- Komilla Sutton: Astrologia wedyjska. Świat Książki. ISBN 83-7391-422-6. Brak numerów stron w książce
- Jeffrey Armstrong: Bóg astrologiem. Purana, Wrocław. ISBN 83-918516-7-2. Brak numerów stron w książce
- Richard L. Thompson: Wedyjska kosmografia i astronomia. Arche, Wrocław. ISBN 83-909570-3-5. Brak numerów stron w książce